# Hadena delecta
Hadena delecta là một loài bướm đêm trong họ Noctuidae.